# 금강역
금강역(Geumgang station, 琴江驛)은 대구광역시 동구 금강동에 있는 대구선의 철도역이다.
대구선 이설 사업으로 폐역된 동촌역과 반야월역을 통합하여 2005년 11월 1일에 신설한 역이며, 대구선의 이설 개통식이 열린 역이다.
대구선 신선의 개통식이 열린 역이지만, 여객열차는 많이 정차하지 않았다. 동대구 - 포항 통근열차만 1일 2회 정차했다가, 2008년 1월 1일 자로 대구선 통근열차의 폐지와 함께 여객 취급이 중지되어 현재는 신호장으로만 이용하고 있다. 현재의 위치에서 대구선의 복선 전철화가 이루어질 예정이지만, 역 근처의 수요가 빈약하여 전철화 이후에도 여객 취급을 재개할지는 미정이다.
2013년에 승차권 발권업무도 중단된 후 무인역으로 전환됐으며, 이에 따라 관계자 외에는 이 역을 출입할 수 없게 됐다. 2014년에 무배치간이역으로 격하됐으며, 지역 문화공간으로 변모할 예정이다.

## 역명 유래
역이 위치한 동명인 동구 금강동에서 이름을 따 왔으며, 금강동은 근처에 흐르는 금호강에서 따 온 지명이다.

## 역 정보
금강역은 동호지구 아파트 단지들의 외곽에 있는 작은 마을을 역세권으로 삼아 서 있는 역이다. 때문에 이용객이 하루에 5~10명도 안 될 정도로 적은 편이었는지라, 주로 신호 취급과 열차 교행을 담당했다. 양 방향 1일 2회씩 대구선 통근열차가 정차하였으나, 2008년 1월 1일 자로 동대구-포항 간 대구선 통근열차가 폐지되면서 여객 취급이 중지됐다. 금강역에는 아침·저녁 RH에만 통근열차가 각각 1회씩 정차했기 때문에, 대낮에는 역무원을 제외하면 역사에 아무도 없었다.
금강역 바로 앞으로는 시내버스가 많이 다니지 않는다. 역 바로 앞으로 오는 시간 외에는 신생원 정류장에서 하차한 후, 도보로 500m 이동해야 한다. 금강동 종점은 금강역 남쪽의 대구선 철로 고가 밑으로 조금 내려가면 나온다.

## 연혁
- 2005년 11월 1일 : 대구선 이설과 함께 개업. 각 방향으로 동대구-포항 통근열차가 1일 2회 정차.
- 2008년 1월 1일 : 동대구-포항 통근열차 폐지로 여객 취급 중단
- 2013년 4월 1일 : 철도승차권 단말기 철거
- 2014년 1월 27일 : 무배치간이역으로 격하[4]
- 2018년 7월 16일 : 금강 ~ 하양 구간 운행선을 개량선으로 변경
- 2021년 7월 : 복선 전철화 완료